# Linia Troickaja
Ten artykuł dotyczy przyszłego wydarzenia. Informacje w nim zawarte mogą się zmienić wraz z pojawieniem się nowych faktów, a początkowe doniesienia mogą być niepewne. Ostatnie aktualizacje tego artykułu mogą nie odzwierciedlać najbardziej aktualnych informacji.
Linia Troickaja (ros. Троицкая линия) – linia metra moskiewskiego oznaczana roboczo numerem 16 i kolorem szarym, mająca mieć docelowo 39,6 km długości (stając się drugą najdłuższą linią metra po moskiewskim pierścieniu centralnym) i 17 stacji.

## Historia
Plany budowy linii pojawiły się po 2012 i powiększeniu Moskwy o obszar dzisiejszego nowomiejskiego oraz troickiego okręgu administracyjnego. W 2014 ówczesny mer miasta, Siergiej Sobianin, postanowił o powierzeniu projektu firmom chińskim. Planowano zakończyć budowę do 2018. Z powodu licznych negocjacji początek prac był wielokrotnie przekładany.
Ostatecznie 19 czerwca 2019 budowa linii rozpoczęła się na stacji Uniwersitet Drużby Narodow. Do 2024 ma zostać zbudowany pierwszy odcinek do stacji Nowomoskowskaja, a w latach 2025-2026 ma zostać przedłużona do Troicka.
Koszty budowy szacowane są na 90 miliardów rubli.

## Lista stacji
| #  | Nazwa (cyrylica)           | Nazwa (trb. łacińska)      | Otwarcie           | Możliwe przesiadki (linia)     | Możliwe przesiadki (stacja) |
| -- | -------------------------- | -------------------------- | ------------------ | ------------------------------ | --------------------------- |
| 1  | ЗИЛ                        | ZIŁ                        | 2025 (plan.)       | Moskiewski pierścień centralny | ZIŁ                         |
| 2  | Крымская                   | Krymskaja                  | 2025 (plan.)       | Moskiewski pierścień centralny | Krymskaja                   |
| 3  | Академическая              | Akadiemiczeskaja           | 2025 (plan.)       | Kałużsko-Riżskaja              | Akadiemiczeskaja            |
| 4  | Вавиловская                | Wawiłowskaja               | 2025 (plan.)       | –                              | –                           |
| 5  | Новаторcкая                | Nowatorskaja               | 7 września 2024 r. | Bolszaja Kolcewaja             | Nowatorskaja                |
| 6  | Университет Дружбы Народов | Uniwersitet Drużby Narodow | 7 września 2024 r. | –                              | –                           |
| 7  | Генерала Тюленева          | Generala Tiulenewa         | 7 września 2024 r. | –                              | –                           |
| 8  | Тютчевская                 | Tiutczewskaja              | 7 września 2024 r. | –                              | –                           |
| 9  | Корниловская               | Korniłowskaja              | 28 grudnia 2024 r. | –                              | –                           |
| 10 | Коммунарка                 | Kommunarka                 | 28 grudnia 2024 r. | –                              | –                           |
| 11 | Новомосковская             | Nowomoskovskaja            | 28 grudnia 2024 r. | Sokolniczeskaja                | Nowomoskovskaja             |
| 12 | Сосенки                    | Sosenki                    | 2028 (plan.)       | –                              | –                           |
| 13 | Ракитки                    | Rakitki                    | 2028 (plan.)       | –                              | –                           |
| 14 | Десна                      | Desna                      | 2028 (plan.)       | –                              | –                           |
| 15 | Яворки                     | Jaworki                    | 2028 (plan.)       | –                              | –                           |
| 16 | Ватутинки                  | Watutinki                  | 2028 (plan.)       | –                              | –                           |
| 17 | Троицк                     | Troick                     | 2028 (plan.)       | –                              | –                           |